# Немо (снежный шторм)

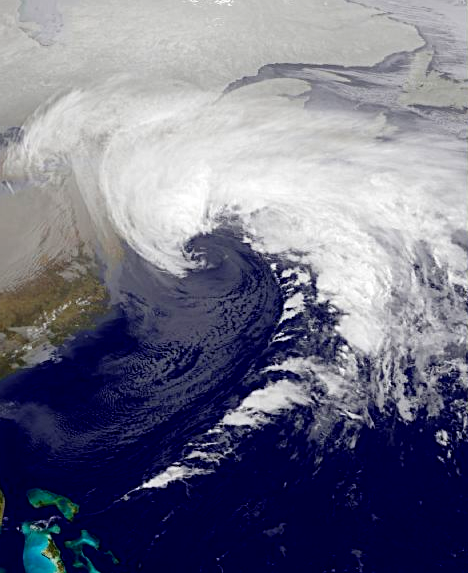
Шторм «Немо» на восточном побережье США 8 февраля 2013 года

«Немо» — мощная снежная буря, образовавшаяся на северо-востоке Северной Америки (на территории США и Канады) в результате слияния двух областей низкого давления 8—9 февраля 2013 года. Проявлялась в виде снегопада, ураганного ветра, метелей.
Один фронт низкого давления пришёл из района Великие Равнины США, и привёл к выпадению нескольких дюймов снежного покрова в районе Великих озёр в США и канадской провинции Онтарио. Второй фронт пришёл из Техаса и принёс проливные дожди на юго-восток США и в Средне-Атлантические штаты. Две воздушные массы слились 8 февраля, что привело к мощнейшему снегопаду на обширной территории от штатов Нью-Джерси и Мэн и далее до штата Нью-Йорк. В Бостоне (штат Массачусетс) выпало более 600 мм снега. В Нью-Йорке толщина снежного покрова достигла 300 мм. Наибольшая толщина снежного покрова зафиксирована в городе Хэмден (штат Коннектикут) и составила 1 метр. Снегопад сопровождается ураганным ветром, максимальная скорость которого составляет более 130 км/ч.
В шести штатах власти ввели чрезвычайное положение. Жертвами снежной бури стали не менее 15 человек.
По состоянию на 10 февраля, в результате бури без электричества остались примерно 700 тысяч домов.